# Machaerina huttonii
Machaerina huttonii là loài thực vật có hoa trong họ Cói. Loài này được (Kirk) T.Koyama mô tả khoa học đầu tiên năm 1956.